# Fagus lucida
Fagus lucida là một loài thực vật có hoa trong họ Fagaceae. Loài này được Rehder & E.H.Wilson mô tả khoa học đầu tiên năm 1916.